# Вярата на прокудения
„Вярата на прокудения“ (на английски: Faith of the Fallen) е шестият роман от епичната фентъзи поредица на американския писател Тери Гудкайнд, „Мечът на истината“. 

## Издания
Публикуван е за първи път през април 2000 г. от американското издателство Tor. Същата година е издаден от българското издателство „Прозорец“ в две части в превод на Невена Кръстева.

## Сюжет
Внимание:  Текстът по-долу разкрива сюжета на произведението (или части от него)!
Имперският орден продължава да води нежелана война срещу Новия свят. Мисията му е да пороби света в система, в която никое човешко същество не може да се стреми към нищо повече от посредственост. Междувременно Ричард, Кара и Калан се завръщат в Западната земя. Ричард вярва, че ако поведе армиите на Новия свят директно в конфронтация с армиите на Имперския орден, ще загуби битката и Новият свят ще падне в хватката на смъртта и робството.
Калан е лекувана след брутален побой, който е получила от пратениците на Андерит в края на последната книга, „Душата на огъня“. Точно когато се възстановява, Ники, дългогодишна робиня на Джаганг и Императорския орден, пристига, за да отведе Ричард.
Калан и Кара си стягат багажа и решават да се върнат при армиите на Д'Харан. Там и те ще се бият с Имперския орден.
„Вяра на прокудения“ започва там, където „Душата на огъня“ свършва. Ричард отвежда Кара и ранената Калан във високите планини на родината си, Западните земи. В края на „Душата на огъня“ Ричард осъзнава, че не може да победи император Джаганг, докато самите хора не поискат да се борят за свобода. Поради този начин на мислене Ричард се изолира в гората, за да даде време на Калан да се излекува, и отказва да дава заповеди на армията на Д'Харан. След като Калан се възстановява значително, Ничи пристига и залавя Калан, използвайки заклинание за майчинство, свързвайки се с Калан и позволявайки си да я убие по всяко време. Ричард е принуден да тръгне с Ничи в Стария свят, оставяйки Калан, Кара и Меча на истината да се присъединят отново към армията на Д'Харан.
Малко след това прелат Ан и реформираната Сестра на мрака Алесандра посещават лагера, търсейки Ричард, твърдейки, че нуждата му хората да докажат своята стойност е безсмислена и че пророчеството диктува необходимите му действия. Това вбесява Калан и тя заплашва да убие Алесандра, освен ако Ан не унищожи пътеписната ѝ книга, което ще ѝ попречи да се координира с Верна и армията на Д'Хара. Калан и Кара, въпреки че знаят за възраженията на Ричард, напускат Горен Вен в търсене на помощ от Зед и Сестра Верна. Виждайки тежкото положение на войските си, борещи се срещу Ордена, Калан поема командването на обединените армии на Д'Хара и Средните земи в отчаян опит да спре настъплението на Ордена към Новия свят.
Следвайки Ничи, Ричард е назначен на работа в столицата на Стария свят Алтур'Ранг, където намира работа като доставчик на стомана и дървен материал за строителството, тъй като единственото изискване на Ничи е да се грижи за нея и за себе си, очаквайки, че условията на живот сред бедните ще съкрушат духа на Ричард. Ричард се запознава и с брат Нарев, магьосник, който изгражда заклинание за Императорския дворец, което на практика ще направи император Джаганг безсмъртен. Докато Ричард става успешен и сравнително щастлив, дори променяйки окаяните условия в квартала въпреки условията, Ничи започва да се съмнява в позицията си и открива, че е жестоко мразена от съседите си заради отношението си към Ричард. Тя се опитва да съблазни Ричард, но не успява и се отдава на местния бандит Гади, който брутално я напада, мислейки си, че Калан ще повярва, че Ричард най-накрая се е влюбил в чара ѝ. Ричард е поканен да поведе мирен протест срещу Ордена, но той отказва и моли приятелите си да стоят настрана, знаейки, че това ще бъде масово клане. Стотици са убити, а стотици други са обесени и измъчвани. В крайна сметка Ричард е предаден от Гади като сътрудник. Ничи харчи цяло състояние в злато, което открива, че Ричард е скрил, за да го освободи, и установява, че е жестоко пребит.
Като наказание за гражданското неподчинение на Ричард е заповядано да издигне отвратителна скулптура, прославяща човешкото страдание, за центъра на Новия дворец. Тайно Ричард работи неуморно, за да създаде своя собствена статуя на благороден мъж и жена от блок с дефектен мрамор, който купува от местен каменоделец. Тя е толкова красива, че през града е водена огромна процесия, за да я видят.
Когато брат Нарев най-накрая пристига, за да види статуята, заповядва на Ричард да я унищожи. Ричард взема чука и сочи към тълпата, казвайки им, че Орденът желае само да унищожи красотата, само да пороби човечеството под доктрината за вярата, неподкрепена от истинската ценност на живота. Той замахва с чука и разбива статуята с един удар. Хората са възмутени и веднага се бунтуват, провъзгласявайки, че Орденът няма да ги поробва повече. Те атакуват Имперския орден и Алтур'Ранг пада в ръцете на бунтовниците. Ричард намира група свои приятели, които наблюдават изпълнението на управителния съвет на Ордена.
След много битки срещу Имперския орден, наблюдение на сватбата на Верна с магьосника Уорън и последвалата смърт на Уорън от ръцете на Гади, Калан и Кара тръгват да търсят Ричард, научавайки от разпита на Гади, че той е в Алтур'Ранг. Те влизат в Алтур'Ранг навреме, за да видят разрушаването на статуята. С началото на бунта Ричард влиза в двореца, за да намери брат Нарев. Докато си проправя път през тъмните коридори, среща Калан с Меча на истината през рамо. Той я атакува и организира битката така, че Калан да го прониже. Това принуждава Ничи да избира - да прекъсне магията на майчинството и да го спаси или да го остави да умре и да продължи да служи на Ордена. Ничи, всеотдайно обърната към каузата на Ричард, след като вижда скулптурата му, премахва връзката на майчинството с Калан и лекува Ричард. Алтур'Ранг е свободен за известно време от хватката на Ордена, а хората са намерили решимост да не служат на системата като роби. Епилогът завършва с това, че Калан срамежливо се взира в масивна статуя на Дух, модел, издълбан от Ричард с нейното лице, издигната в центъра на новоосвободения Алтур'Ранг.